# MTV3

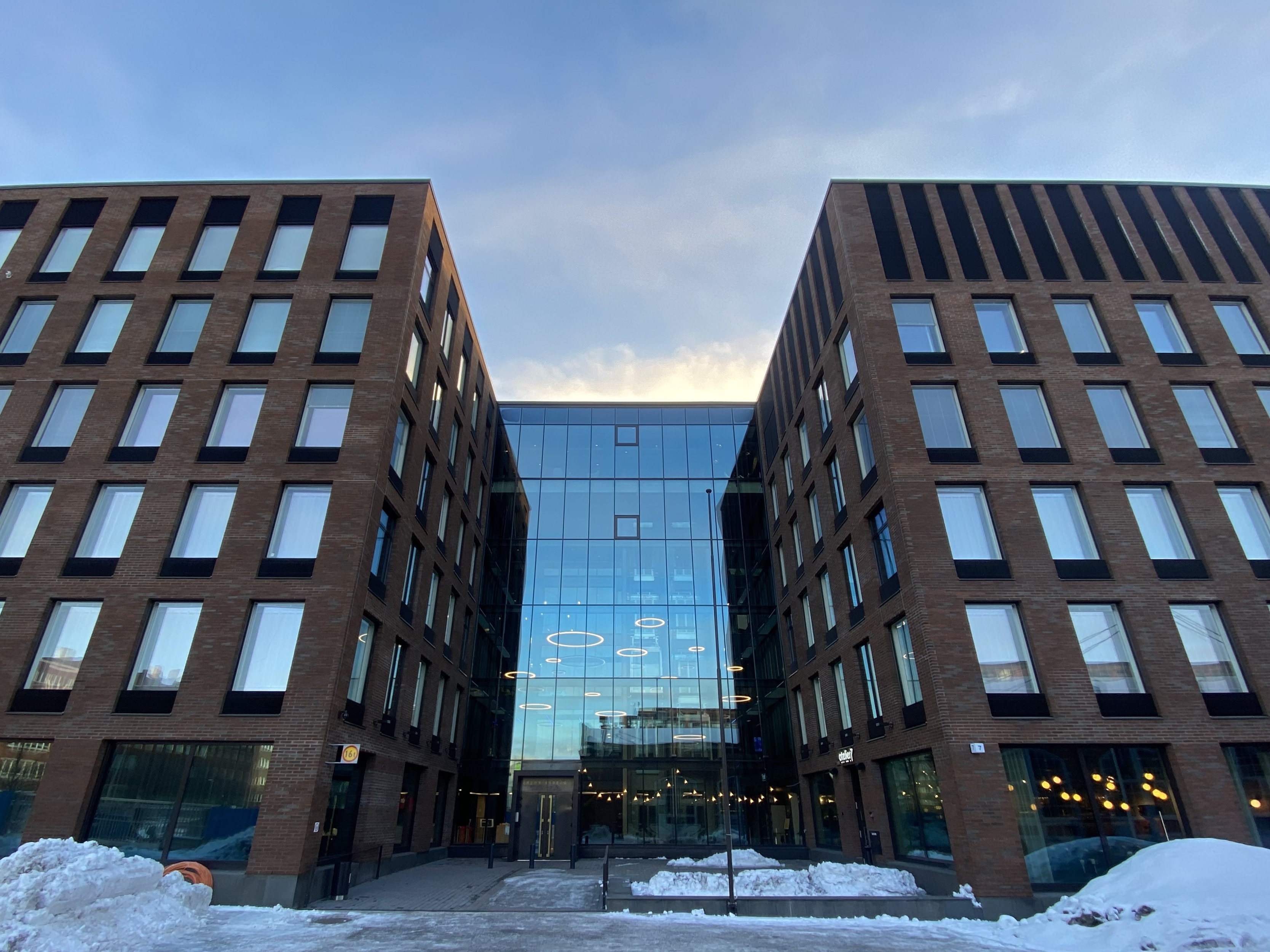
Gli studi di MTV3 ad Vallila, Helsinki

MTV3 è una rete televisiva privata finlandese di proprietà del gruppo Bonnier. È uno dei canali più visti in Finlandia e per anni ha avuto la leadership dell'audience nel Paese, fino a quando il canale pubblico YLE1 non lo ha superato. Le lettere "MTV" stanno per Mainos-TV, ossia televisione pubblicitaria, dato che gli introiti del canale derivano proprio dalla pubblicità. Il numero "3" nel nome è stato aggiunto successivamente, quando alla rete è stato assegnato il terzo canale televisivo nazionale, ed infatti è generalmente conosciuto come "terzo canale", mentre YLE TV1 ed YLE TV2 sono invece il primo e il secondo canale. La versione finlandese di MTV invece prende semplicemente il nome di MTV Finlandia. Il logo del canale è un gufo stilizzato, cambiato nell'occhio di un gufo dopo il rinnovamento d'immagine dell'azienda del 2003. Attualmente MTV3 mantiene circa cinquecento impiegati.